# Modélisation d'incendie
 (juillet 2022).
 (juillet 2022).
La mise en forme du texte ne suit pas les recommandations de Wikipédia : il faut le « wikifier ».
Les points d'amélioration suivants sont les cas les plus fréquents :
- Les titres sont pré-formatés par le logiciel. Ils ne sont ni en capitales, ni en gras.
- Le texte ne doit pas être écrit en capitales (les noms de famille non plus), ni en gras, ni en italique, ni en « petit »…
- Le gras n'est utilisé que pour surligner le titre de l'article dans l'introduction, une seule fois.
- L'italique est rarement utilisé : mots en langue étrangère, titres d'œuvres, noms de bateaux, etc.
- Les citations ne sont pas en italique mais en corps de texte normal. Elles sont entourées par des guillemets français : « et ».
- Les listes à puces sont à éviter, des paragraphes rédigés étant largement préférés. Les tableaux sont à réserver à la présentation de données structurées (résultats, etc.).
- Les appels de note de bas de page (petits chiffres en exposant, introduits par l'outil «  Source ») sont à placer entre la fin de phrase et le point final[comme ça].
- Les liens internes (vers d'autres articles de Wikipédia) sont à choisir avec parcimonie. Créez des liens vers des articles approfondissant le sujet. Les termes génériques sans rapport avec le sujet sont à éviter, ainsi que les répétitions de liens vers un même terme.
- Les liens externes sont à placer uniquement dans une section « Liens externes », à la fin de l'article. Ces liens sont à choisir avec parcimonie suivant les règles définies. Si un lien sert de source à l'article, son insertion dans le texte est à faire par les notes de bas de page.
- La présentation des références doit suivre les conventions bibliographiques. Il est recommandé d'utiliser les modèles {{Ouvrage}}, {{Chapitre}}, {{Article}}, {{Lien web}} et/ou {{Bibliographie}}. Le mode d'édition visuel peut mettre en forme automatiquement les références.
- Insérer une infobox (cadre d'informations à droite) n'est pas obligatoire pour parachever la mise en page.

Pour une aide détaillée, merci de consulter Aide:Wikification.
Si vous pensez que ces points ont été résolus, vous pouvez retirer ce bandeau et améliorer la mise en forme d'un autre article.
La modélisation d'incendie est un domaine des sciences et d’ingénierie visant la conceptualisation et la description par simulation numérique des conséquences de feux sur les personnes et les biens.

## Généralités
Les feux peuvent être en extérieur ou en intérieur, de forêts ou de bâtiments.
La modélisation présent divers intérêts :
- investiguer différents scénarios de feu pour de l’analyse « post mortem » pour tenter de comprendre où et comment un feu a pu démarrer, pour la justice ou les assurances ;
- investiguer comment un feu a pu affaiblir et effondrer un bâtiment ou piéger des personnes pour faire éventuellement des recommandations et des évolutions règlementaires pour améliorer la sûreté des personnes et des bâtiments ;
- investiguer quelles seraient les conséquences d’un feu sur un bâtiment futur ou existant pour éventuellement apporter des modifications de design et d’équipements spécifiques à ce bâtiment pour garantir la sécurité des biens et des personnes (études d'inertage, de désenfumage ou de résistance des structures par exemple) ;
- vérifier que la sectorisation (confinement) d'un feu accidentel est bien garantie (au sens de la norme ISO 834[1] par exemple).

## Incendie dans un local
Un feu dans un local provoque les principaux phénomènes suivants :
- une flamme se forme au-dessus du foyer (température de l'ordre de ~1 000 °C) ;
- un panache thermique se développe, formé d'un gaz très chauds (air appauvri en oxygène, produits de combustion, suies) s'élevant de la flamme jusqu'au plafond (température de l'ordre de plusieurs centaines de degrés) ;
- une sous-couche de gaz très chauds s'étale sous le plafond (température de l'ordre de ~300 °C) ;
- une couche de gaz chauds se forme en partie supérieure du local, son épaisseur variant jusqu'à potentiellement descendre jusqu'au plancher (température de l'ordre de ~100–250 °C) ;
- une couche de gaz « frais » se substitue potentiellement en partie basse du local (température de l'ordre de ~50 °C) ;
- les températures des gaz et des structures et la pression augmentent jusqu'à potentiellement atteindre un équilibre, puis diminuent lorsque le feu cesse.

## Modélisation
Il existe plusieurs approches pour modéliser les conséquences d’un incendie, depuis des formulations très simples « à la main » jusqu’aux simulations numériques détaillées. 
Il existe des logiciels de modélisation « macroscopique » permettant d'obtenir des résultats très rapidement mais avec une précision relativement faible, ainsi que des logiciels de modélisation plus détaillés permettant d'obtenir des résultats plus précis mais au prix de temps de calcul qui peuvent être très longs.
Pour les feux à l’intérieur de bâtiment (feux en local), la température des gaz chauds peut être approchée par la corrélation FPA (Foote, Pagni et Alvares) lorsque le local est fermé et ventilé mécaniquement, et par la corrélation MQH (McCaffrey, Quintiere et Harkleroad) lorsque le local est ouvert (porte, fenêtre, etc.). Ces corrélations permettent une approximation raisonnable de la température des gaz pour étudier des conditions de tenabilité-survivabilité. Au-delà de ces corrélations, il est possible de calculer la température des gaz par résolution numérique d’équations physiques sous diverses hypothèses.
Les flux thermiques émis par le feu vers une « cible » (personnes ou structures) sont de deux natures : convectifs et radiatifs. Les flux convectifs sont provoqués par le contact de la cible avec les gaz chauds. Les flux radiatifs sont provoqués par le rayonnement thermique des flammes, suies et gaz chauds vers la cible.
Le calcul du flux radiatif émis par la flamme peut se faire à l’aide de la méthode du point source qui suppose que l’énergie est rayonnée par un point et se « dilue » donc dans l’espace en inversé du carré de la distance au feu (usuellement, un feu organique « classique » dissipe 30 % à 40 % de son énergie par rayonnement). Le calcul du flux radiatif émis par les suies et les gaz est complexe, en première approximation et de manière conservative, il peut être supposé que ce flux suit la loi de Stefan-Boltzmann avec une émissivité équivalente de 1, un facteur de forme de 1 et une température « rayonnante » égale à celle des gaz chauds.
La température de la cible elle-même est estimée par résolution d’une équation différentielle ordinaire (0D en espace et 1D en temps) si la cible est « thermiquement mince » (nombre de Biot inférieur à 0,1) et par une équation aux dérivées partielles (a minima 1D en espace et 1D en temps) si la cible est « thermiquement épaisse » (nombre de Biot supérieur à 1).

## Outils et logiciels
La résolution de la température des gaz et des cibles peut être réalisée avec un simple tableur comme ceux proposés par la NRC (Nuclear Regulatory Commision), ou à l’aide de logiciels gratuits ou commerciaux plus ou moins avancés.

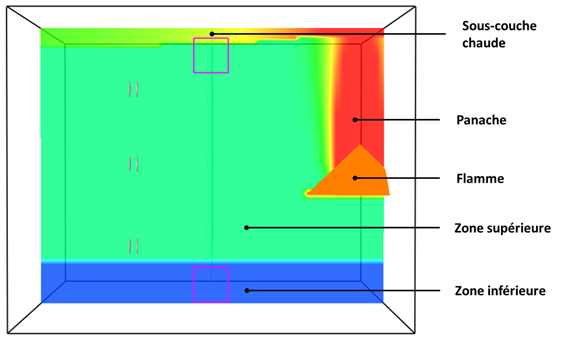
Exemple de modélisation CFAST.

Les logiciels les plus simples sont les « codes à zones » qui supposent qu’il existe des « zones » du volume du local où la température est homogène, principalement une zone « supérieure » de gaz chauds et une zone « inférieure » de gaz froids. Le feu se comporte comme une « pompe » qui puise les gaz froids en partie basse et les rejette chauds en partie haute. Les autres zones sont la flamme (dont la taille peut être approchée par la corrélation de Heskestad et la température peut être approchée par la corrélation de McCaffrey), le panache au-dessus de la flamme et jusqu’au plafond (corrélation de McCaffrey également), le ceiling jet ou sous-couche chaude sous plafond (corrélation de Alpert). Le premier logiciel de ce type est RFIRES, développé en 1981. Aujourd’hui, l’un des codes à zones les plus répandus est CFAST (Consolidated Fire And Smoke Transport), open source et développé par le National Institute of Standards and Technology (NIST). Un autre logiciel répandu de ce type est SYLVIA (Systèmes de logiciels pour l'étude de la ventilation de l'incendie et de l'aérocontamination, développé par l'Institut de radioprotection et de sûreté nucléaire (IRSN). Ces logiciels permettent d’obtenir des résultats en quelques secondes. Ils tiennent compte des facteurs de forme et du rayonnement des gaz.

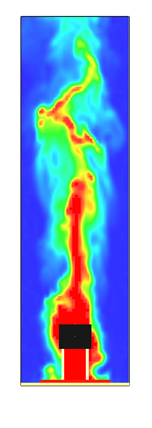
Exemple de modélisation FDS.

Les logiciels les plus complexes ne font pas l’hypothèse de grandes zones homogènes. Le domaine d'étude est discrétisé en de très nombreuses mailles (typiquement des centaines de milliers ou des millions) dans lesquelles chaque grandeur physique est calculée (température, vitesse, masse volumique, etc.) par résolution des équations de Navier-Stokes, de l’équation de la chaleur et d’autres équations spécifiques aux modèles de turbulence, de combustion, de mélange et de transports de suies et d’espèces chimiques. Il s’agit donc de logiciels de mécanique des fluides numérique spécialement adaptés à l’étude des incendies. Ces logiciels sont appelés « codes à champs » (en « opposition » aux « codes à zones ») et peuvent nécessiter des minutes, des heures voire des jours pour produire des résultats. Aujourd’hui, l’un des codes à champs les plus répandus est FDS (Fire Dynamics Simulator), open source et développé par le NIST. Un autre logiciel répandu de ce type est ISIS, développé par l'IRSN. Ces logiciels tiennent compte des facteurs de forme et du rayonnement des gaz ainsi que des détails géométriques 3D inaccessibles aux codes à zones.
La complexité technique du sujet impose de vérifier et de valider les logiciels, par vérification indépendante de tous les principes, hypothèses, équations et de la programmation informatique, et par comparaison des résultats des logiciels avec des solutions analytiques de référence et des résultats expérimentaux. Des centaines d’essais de feux expérimentés scientifiquement ont donc été réalisés pour permettre la validation de ces outils, dont la précision se révèle être très variable selon les cas et les variables étudiées, de quelques pourcents à quelques dizaines de pourcents voire à plus de cent pourcents.
Certains modèles permettent également de simuler le mouvement des personnes dans les bâtiments en feu, notamment selon la visibilité des points d'évacuation en fonction de l'épaisseur et de l'opacité des fumées,.

## Puissance
La puissance du feu (terme source) est le principal paramètre d'entrée d'une modélisation d'incendie. 
Encore aujourd’hui, même dans les codes à champs les plus avancés, la puissance du feu est généralement postulée-imposée et non pas réellement résolue. Les logiciels peuvent moduler ou non la puissance imposée par l’utilisateur du logiciel, en fonction de la concentration en oxygène notamment, mais la puissance « absolue » reste fondamentalement une inconnue qui doit être « intuitée » par l’expérience de l’utilisateur et la littérature scientifique (expérimentations en laboratoire ou à grande échelle) (par exemple, un feu d’armoire électrique peut être représenté par une croissance parabolique jusqu’à 1 MW, puis par un plateau et enfin par une décroissance linéaire, le tout sur quelques dizaines de minutes).

## Exemples
Parmi les grandes études incendie d’analyse, de compréhension et de recommandations, figurent celles dédiées aux incendies dus aux attentats du 11 septembre 2001 ou de la tour de Grenfell le 14 juin 2017.
En études d’ingénierie de conception, ce type d’études est fréquemment réalisé pour les bâtiments civils ou nucléaires.